# Trembling Hands
Trembling Hands è un singolo dei The Temper Trap, estratto dall'album omonimo. 

## Video
Del brano musicale è stato girato anche un videoclip, diretto da Tom Haines e prodotto da Tiernan Hanby. Ambientato a L'Avana, ha per protagonista una trapezista e gli allenamenti a cui si sottopone prima dell'inizio della sua esibizione.

## Tracce
Digital download
1. Trembling Hands - 3:53

Digital Remix EP
1. Trembling Hands - 4:39
2. Trembling Hands (Benny Benassi Remix) - 6:36
3. Trembling Hands (Chet Faker Remix) - 4:28
4. Trembling Hands (Beni Remix) - 5:48
5. Trembling Hands (Benny Benassi Dub Remix) - 6:05 [3]

## Classifiche
| Classifica (2012) | Posizione massima |
| ----------------- | ----------------- |
| Australia         | 38                |